# Cyperorchis florinda
Cyperorchis florinda là một loài thực vật có hoa trong họ Lan. Loài này được (Salisb.) Schltr. mô tả khoa học đầu tiên năm 1924.